# Alseodaphnopsis sichourensis
Alseodaphnopsis sichourensis là loài thực vật có hoa trong họ Nguyệt quế. Loài này được Hsi-wen Li miêu tả khoa học đầu tiên năm 1979 dưới danh pháp Alseodaphne sichourensis. Năm 2017, Hsi-wen Li và Jie Li chuyển nó sang chi Alseodaphnopsis.

## Môi trường sống và phân bố
Trung Quốc (đông nam Vân Nam).

## Tên gọi
Tên gọi tại Trung Quốc là 西畴油丹 (Tây Trù du đan), do mẫu vật thu được tại huyện Tây Trù, châu Văn Sơn, tỉnh Vân Nam, Trung Quốc.